# Pleurophorus caesus
Pleurophorus caesus é uma espécie de insetos coleópteros polífagos pertencente à família Aphodiidae.
A autoridade científica da espécie é Creutzer, tendo sido descrita no ano de 1796.
Trata-se de uma espécie presente no território português.